# سقد (قياس)
| S29 | Aa28 | D46 · W24 | Y1 |

| S29 | Aa28 | D46 · W24 | Y1 |

سقد هو مصطلح مصري قديم لوصف وقياس مدى انحدار أوجه هرم رباعي قائم بالنسبة إلى مستوى القاعدة الأفقية للهرم، حيث يعد مصطلح سقد  هو المقابل المصري القديم لمصطلح الميل المعاصر. ويعتمد السقد على وحدة قياس الذراع الملكية (52.5 سم) ، والتي بدورها تنقسم إلى سبع وحدات كف (7.5 سم) وأيضاً تنقسم وحدة الكف المصرية إلى أربع وحدات إصبع (1.875 سم) ومنها يمكن وصف السقد على أنه مقدار الزيادة في عدد وحدات الكف والإصبع على المدى إلى عدد وحدات الذراع على الارتفاع.
يتناسب السقد عكسياً مع المَيْل {\displaystyle m=\tan({\theta })} أي أنه يتناسب طردياً مع ظل تمام زاوية الارتفاع بالنسبة للمستوى الأفقي {\displaystyle \theta } ، منها يمكن استخلاص العلاقة التالية بين الميل والسقد:
{\displaystyle seked={\frac {7}{m}}={\frac {7}{\tan({\theta })}}=7\cot(\theta )}

## لمحة عامة

منحدر سقد لهرم خوفو

تم الحصول على المعلومات الأولية عن استخدام السقد في تصميم الأهرامات من برديتي ريند المحفوظة بالمتحف البريطاني وموسكو المحفوظة بمتحف بوشكين من خلال عدد من الأمثلة في البرديتين والذي يرجع تاريخهما إلى الدولة الوسطى. ويظهر استخدام هذا النظام لتحديد انحدارات جوانب الأهرامات بناءاً على ارتفاعها وأبعادها الأساسية.
ولعل أيضاً أشهر ما يمكن اعتباره تطبيقاً مباشراً لانحدار السقد هو الهرم الأكبر بالجيزة بناءاً على دراسات عالم المصريات فليندرز بتري ، حيث وجد أن كل جانب من جوانب الهرم الأربعة له منحدر سقد قدره خمس وحدات كف ووحدتي إصبع لكل ذراع، ما يعادل حالياً ميلاً قدره 1.27 أو زاوية ارتفاع على الأفقي قدرها 51.84°.